# Cetățeni ai Reichului
Cetățeni ai Reichului (în germană Reichsbürger) sau Cetățenii Reich-ului este un termen colectiv pentru o scenă foarte eterogenă din punct de vedere organizațional și ideologic, formată în majoritate de indivizi, mai rar din grupuri mici și foarte mici, care neagă existența Republicii Federale Germania ca un stat legitim și suveran și respinge sistemul său juridic. Ideologiile reprezentate de așa-numitul Reichsbürger includ adesea respingerea democrației, elemente ideologice ale monarhismului, extremismul de dreapta, revizionismul istoric și uneori antisemitism, ezoterism sau negarea Holocaustului. Ei împărtășesc o atitudine de respingere a unei societăți deschise și pluraliste, refuzând, printre altele, să plătească taxe și amenzi sau să se conformeze hotărârilor judecătorești și deciziilor administrative.

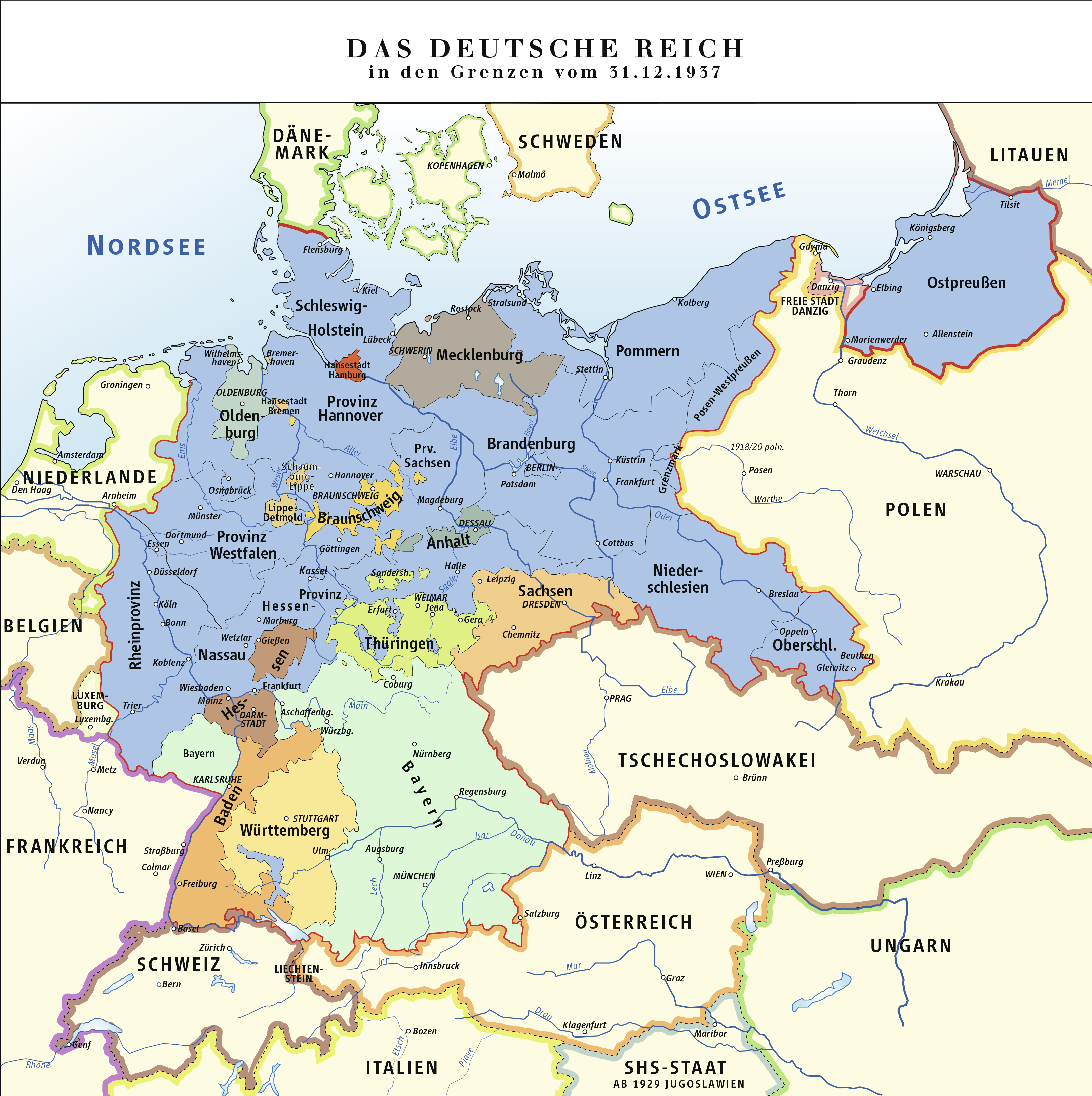
Germania în granițele anului 1937

Procedând astfel, cetățenii „clasici” ai Reich-ului se referă la faptul că, în opinia lor, Reich-ul german continuă să existe în locul Republicii Federale, conform ideologiei lor fie în granițele Imperiului German, fie în cele din 1937. Oficiul Federal pentru Protecția Constituției (BfV) a considerat că există peste 20.000 de persoane cu astfel de convingeri. Dintre aceștia, aproximativ 1.000 de persoane sunt considerate extremiști de dreapta (în 15 iunie 2021).
În decembrie 2022, 25 de persoane au fost arestate în cadrul raidurilor în toată Germania, fiind suspectate că au complotat pentru a răsturna guvernul. Se spune că cele 25 de persoane, cu orientări de extremă-dreapta și ex-militari, s-ar fi pregătit pentru „Ziua X” pentru a asalta clădirea parlamentului, Reichstag, și a prelua puterea. Un bărbat pe nume Henric al XIII-lea (prințul Reuss, Prinz Reuß), dintr-o veche familie aristocratică, se presupune că a fost esențial pentru planurile lor. Potrivit procurorilor federali, el este unul dintre cei doi presupuși conducători dintre cei arestați în 11 land-uri germane.